# Maison Laloux
La maison Laloux  est un immeuble classé situé dans le centre de la ville de Marche-en-Famenne en Belgique (province de Luxembourg). 

## Localisation
L'immeuble est situé à Marche-en-Famenne, au no 3 de la rue du Commerce, une des principales rues du centre historique de la cité famennoise.

## Historique
La maison est datée de 1750 d'après la gravure réalisée sur une dalle de pierre placée sur la travée centrale, en dessous de la corniche. La vitrine a été aménagée au cours du XXe siècle à la place des deux baies d'origine.

## Description
La façade de cette maison bourgeoise est totalement réalisée en pierre calcaire. Elle possède trois travées et trois niveaux (deux étages). Les linteaux bombés avec clé de voûte passante et moulurés surmontent les baies vitrées et se prolongent par des bandeaux horizontaux. Les piedroits de ces baies sont reliés entre eux d'un niveau à l'autre par des bandeaux verticaux. Cette présence de bandeaux horizontaux et verticaux a la particularité de quadriller la façade. La porte d'entrée située sur la travée de droite possède un arc en plein cintre mouluré avec clé de voûte passante. Une toiture en ardoises percée de trois lucarnes couvre la demeure. 